# 14. Festival des politischen Liedes
14. Festival des politischen Liedes es un álbum en directo interpretado por artistas de diversas nacionalidades, grabado entre el 12 y el 19 de febrero de 1984 en el contexto de la decimocuarta versión del Festival de la canción política (en alemán: Festival des politischen Liedes) organizado por la Juventud Libre Alemana (FDJ) en el este de Berlín, en la época de la República Democrática Alemana.
Entre los intérpretes de habla hispana en el álbum se encuentran la cantautora argentina Mercedes Sosa, interpretando la canción «Ventanita de laurel» compuesta por Víctor Heredia.

## Lista de canciones
| Lado A |                                    |                |                      |          |  |
| N.º    | Título                             | Música         | Intérprete           | Duración |  |
| 1.     | «Unter einem Hut»                  |                | Oktoberklub          |          |  |
| 2.     | «Sag mir, wo die Blumen sind»      |                | Shanna Bitschewskaja |          |  |
| 3.     | «Ventanita de laurel»              | Víctor Heredia | Mercedes Sosa        |          |  |
| 4.     | «Chuo Cha Sanaa»                   |                | Utamaduni            |          |  |
| 5.     | «Miteinander»                      |                | Zupfgeigenhansel     |          |  |
| 6.     | «Lakodalmas Nepdazok»              |                | Kalaka               |          |  |
| 7.     | «Wenn ich einmal der Herrgott wär» |                | Wacholder            |          |  |

| Lado B |                                        |        |                                 |          |  |
| N.º    | Título                                 | Música | Intérprete                      | Duración |  |
| 1.     | «Gut wieder hier zu sein»              |        | Hannes Wader                    |          |  |
| 2.     | «Los vientos de Octubre»               |        | Yolocamba-I-Ta                  |          |  |
| 3.     | «Erinnerung»                           |        | Gerhard Schöne                  |          |  |
| 4.     | «Total verunsichert»                   |        | Erste Allgemeine Verunsicherung |          |  |
| 5.     | «Independence Or Death / We Shall Win» |        | Jackson Kaujeua                 |          |  |
| 6.     | «Chula»                                |        | Sérgio Godinho                  |          |  |
| 7.     | «From Clare To Here»                   |        | Dingle Spike                    |          |  |